# Train spécial pour Hitler
Pour plus de détails, voir Fiche technique et Distribution.
Train spécial pour Hitler est un film francais de nazisploitation réalisé par Alain Payet (crédité comme James Gartner), sorti en 1977.

## Synopsis
1941. L'Allemagne nazie étend son pouvoir dictatorial à travers l'Europe. Pour distraire et réconforter les officiers mobilisés sur le front de l'Europe de l'est, le SS Otto Kramer, proche d'Hitler, décide de mettre en place un réseau de call-girls aryennes. Elles embarqueront dans un train spécial transformé en bordel qui sillonnera l'Europe. À leur tête, Kramer engage sa maîtresse Ingrid Schüler, une chanteuse et danseuse de cabaret en vogue et dotée d'un solide réseau de connaissances dans le parti nazi. Promue capitaine, elle forme aussitôt une équipe spéciale de prostituées, destinées à remonter le moral des soldats du IIIe Reich. Mais la tension est vive à bord du train : Rita, l'une d'entre elles, ne supporte pas la discipline de fer d'Ingrid, femme perfide et autoritaire. Elles n'ont pas d'autre choix que d'assouvir les fantasmes tordus et violents des SS sous peine d'être réprimandées par leur maquerelle. Au fil des années, leur effectif est renforcé d'un groupe de condamnées, coupables d'un complot raté contre Hitler. Parmi elles, Ingrid reconnaît son amie d'enfance Helga dont le père a été exécuté pour trahison. Jusqu'au jour où des partisans polonais envahissent le train pour humilier Ingrid. Elle est sauvée par l'officier allemand Paul Gruhn dont elle tombe amoureuse. Mais ce dernier est séduit par Helga, une autre fille de joie du convoi. Mais Ingrid et ses call-girls, aidés par Gruhn, vont devoir se défendre contre l'attaque des polonais et des Américains qui cherchent à détruire le train.

## Fiche technique
- Titre français : Train spécial pour Hitler
- Réalisation : Alain Payet (crédité comme James Gartner)
- Scénario : Jack Guy, Eduardo Manzanos Brochero et José Luis Navarro
- Musique : Francis Personne
- Photographie : Emilio Foriscot
- Production : Marius Lesœur et Eduardo Manzanos Brochero
- Société de production et distribution : Eurociné et Plata Films S.A.
- Pays de production :  France
- Langue originale : français
- Format : couleur
- Genre : Nazisploitation
- Durée : 108 minutes
- Date de sortie : 
  - France : 23 février 1977

## Distribution
- Monica Swinn : Ingrid Schüler
- Christine Aurel : Helga
- Sandra Mozarowsky : Greta
- Claudine Beccarie : Rita
- Yolanda Ríos : Olga
- Bob Asklöf (crédité Bob Holger) : Paul Gruhn
- Frank Braña : Hans-Otto Kramer
- Erik Muller : Schmitt
- Rudy Lenoir : Oberst von Holtz
- Tony Rödel : un officier nazi
- Jacques Couderc : un partisan
- Miguel Ángel Godó : (crédité comme M.A. Godo) : un partisan
- Claude Boisson (crédité comme Yul Sanders) : un partisan
- Herbert Fiala : un nazi dans le cabaret
- Roger Darton : un correspondant américain
- Marlène Myller : une prostituée
- Claudia Zante : une prostituée
- Pamela Stanford : une prostituée
- Madame Caillard : une prostituée
- Françoise Quentin : une prostituée
- Carole Gire : une prostituée
- Erika Cool : une prostituée
- Christine De Beaulieu : une prostituée
- Antoine Fontaine : un nazi
- Roland Travers : un nazi
- José Luis Manrique : un officier nazi
- Olivier Mathot : un officier nazi dans le train
- Michel Charrel : un soldat
- Daniel White : un gentleman américain
- Alain L'Yle (crédité comme Alain Robin) : un officier américain
- Claude Valmont
- Jean-Pierre Bouyxou
- Ronald Weiss
- Lynn Monteil : une prostituée (non créditée)
- Raymond Pierson : un officier nazi dans le train (non crédité)